# Buceras
Buceras es un género de plantas con flores con 19 especies perteneciente a la familia Fabaceae.
Algunos autores lo consideran una sinonimia del género Medicago.

## Especies
- Buceras angustifolia
- Buceras angustifolium
- Buceras bellirica
- Buceras buceras
- Buceras bucida
- Buceras catappa
- Buceras chebula
- Buceras corniculata
- Buceras elliptica
- Buceras foenum-graecum
- Buceras grandiflora
- Buceras monspeliaca
- Buceras mutica
- Buceras odoratissima
- Buceras platycarpos
- Buceras polyceration
- Buceras spinosa
- Buceras torosa
- Buceras tortuosa